# Abladebestätigung
Die Abladebestätigung (oder Ladebestätigung; englisch loading confirmation, forwarders certificate receipt) ist im Transportwesen die schriftliche Bestätigung der Übernahme des Frachtguts durch den Frachtführer. 

## Allgemeines
Muss sich der Verkäufer beim Verkauf oder Export von Gütern Dritter bedienen,  darf durch den Versand der Güter kein Transportrisiko entstehen. Das Transportrisiko wird auch dadurch minimiert, dass der Verkäufer vom Transportunternehmen eine Bestätigung über die zum Transport vorgesehenen Güter erhält. Dadurch kann der Käufer zumindest das quantitative Transportrisiko ausschalten, indem er die tatsächlich empfangenen Güter mit der Abladebestätigung vergleicht.
Beim Akkreditiv oder Dokumenteninkasso ist die Abladebestätigung ein wichtiges Dokument für deren Abwicklung.

## Arten
Die Abladebestätigung gehört zu den Warenbegleitpapieren. Die Aufgabe der Abladebestätigung übernehmen konkret im Güterverkehr Frachtbrief (Straße: CMR-Frachtbrief, Schiene: Eisenbahnfrachtbrief, Binnenschifffahrt: Ladeschein, Seeschifffahrt: Konnossement oder Seefrachtbrief), Ladeliste, Übernahmebestätigung (im Güterkraftverkehr) oder Luftfrachtbrief (Luftfrachtverkehr). Ladeschein und Konnossement sind gekorene Orderpapiere, die übertragen werden können (Traditionspapiere). Sämtliche Abladebestätigungen sind Sperrpapiere.

## Aufgaben
Die Abladebestätigung wird dem Befrachter oder dessen beauftragtem Ablader vom Frachtführer ausgehändigt und dient auch als Grundlage für eine Transportversicherung und/oder als Dokument in der Außenhandelsfinanzierung. Außerdem kann der Verkäufer die Abladebestätigung mit seinem Warenausgang abgleichen.